# Mundaris
|  | Aquest article tracta sobre grup ètnic del Sudan meridional. Vegeu-ne altres significats a «Mundari». |

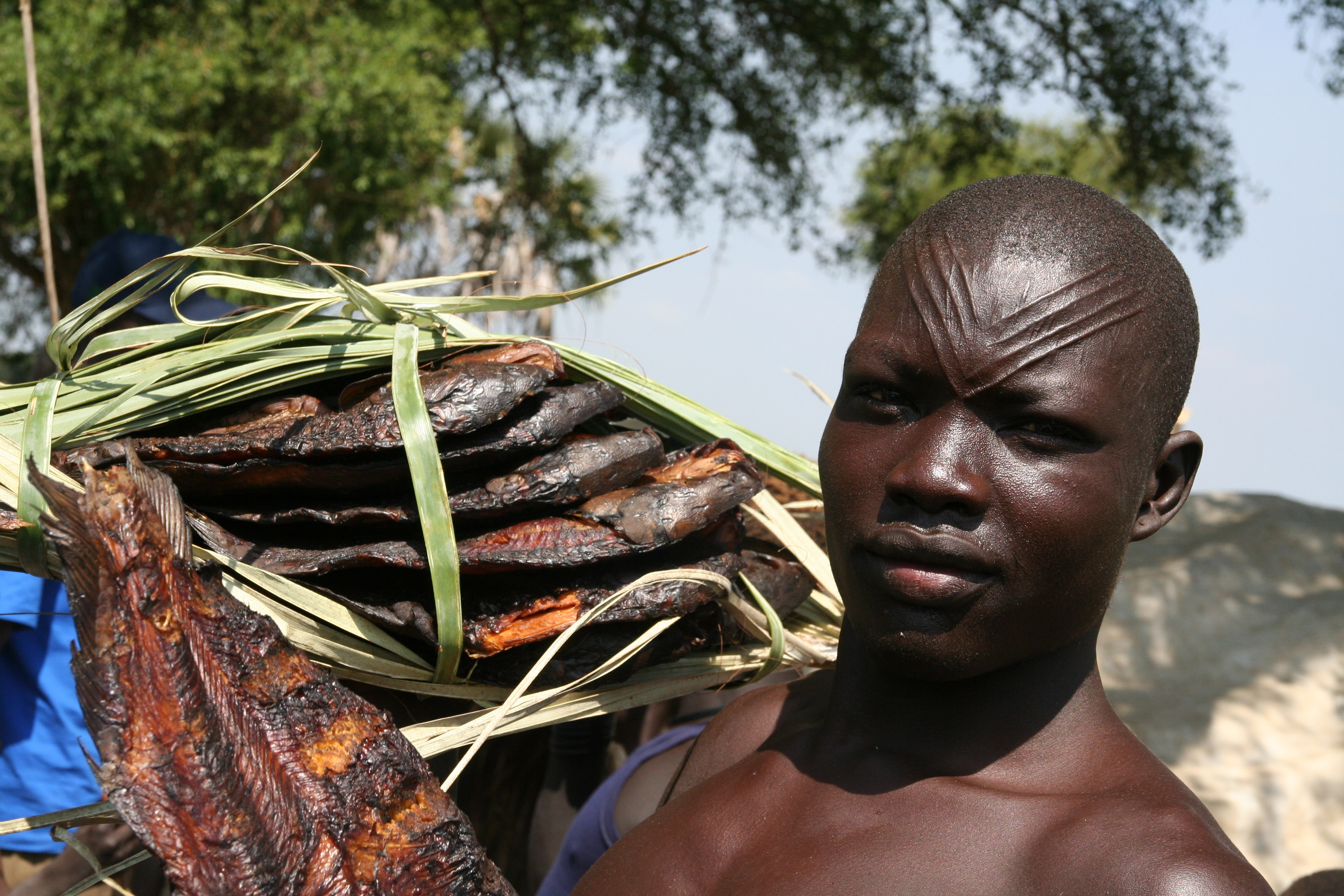
Pescador mundari, al Sudan del Sud, el 2010

Els mundaris, en singular mundari, són un grup ètnic nilòtic del Sudan del Sud.
Es dediquen principalment al pasturatge de ramat i a l'agricultura.
Mundari és també el nom de llur idioma que està emparentat amb la llengua dels Baris, com el Kuku, Kakaw, Pojulu i Nyangwara.
Hi ha entre 70,000 i 100,000 mundaris, que habiten una regió molt plana, amb uns pocs turons dispersos, entre els Moru i els Dinka. Els pobles principals dels mundaris són Terekeka, Mangalla, Gemaiza, Muni, Tombek, Tindalo, Tali, Rego, Rokon, Koweri i Ku'da.